# Administration-to-Administration
Administration-to-Administration (deutsch „Staat zum Staat“, A2A; auch englisch Government-to-Government, G2G) ist in der Betriebswirtschaftslehre, im E-Business und allgemein im Marketing der Anglizismus für eine Geschäftsbeziehung innerhalb der öffentlichen Verwaltung.

## Allgemeines
Der im E-Business entwickelte Begriff kann auch verallgemeinernd für alle Geschäftsbeziehungen zwischen verschiedenen Wirtschaftssubjekten oder zwischen zwei gleichen Wirtschaftssubjekten verwendet werden. Wirtschaftssubjekte sind Privathaushalte (englisch consumer), Unternehmen (englisch business) und der Staat mit seiner öffentlichen Verwaltung (englisch administration, government). Der Wirtschaftswissenschaftler Thomas Schildhauer definiert wie folgt: „Administration-to-Administration ist die Bezeichnung für interne Verwaltungsprozesse und Modelle der Interaktion zwischen Verwaltungen und einzelnen Regierungen auf Verwaltungsebene“. Administration-to-Administration ist die Nutzung von Informations- und Kommunikationstechnologien sowohl bei der öffentlichen Hand als auch bei Non-Profit-Organisationen und Nichtregierungsorganisationen, um Verwaltungshandeln elektronisch zu gestalten. Bei Administration-to-Administration wird keine Geschäftsbeziehung eingegangen, sondern es besteht eine Rechtsbeziehung, die auf öffentlichem Recht beruht.

## Übersicht aller Geschäftsbeziehungen
Die Geschäfts- oder Rechtsbeziehungen zwischen einzelnen Wirtschaftssubjekten können wie folgt systematisiert werden:
| Wirtschaftssubjekt    | Privathaushalte Beispiel                                  | Unternehmen Beispiel                        | öffentliche Haushalte Beispiel                            |
| --------------------- | --------------------------------------------------------- | ------------------------------------------- | --------------------------------------------------------- |
| Privathaushalte       | Consumer-to-Consumer Tauschbörsen wie eBay                | Consumer-to-Business Aufträge, Bestellungen | Consumer-to-Administration Steuererklärung, Melderegister |
| Unternehmen           | Business-to-Consumer Lieferung von Waren im Versandhandel | Business-to-Business Interbankenhandel      | Business-to-Administration Lohnsteueranmeldung            |
| öffentliche Haushalte | Administration-to-Consumer Gebührenbescheid               | Administration-to-Business Außenprüfung     | Administration-to-Administration Amtshilfe                |

Auf diese Weise ergeben sich neun Kombinationen von Geschäftsfeldern.
Administration-to-Administration-Beziehungen sind beispielsweise Kooperationen der Behörden untereinander durch Amtshilfe oder Datenaustausch, die Errichtung und das Facilitymanagement öffentlicher Gebäude für Behörden durch Landesbetriebe, die Kooperation zwischen Bundes- und Landesbehörden oder die Zusammenarbeit von Behörden der Europäischen Union mit den nationalen Behörden wie zwischen Europol und den nationalen Behörden der Kriminalpolizei (etwa dem Bundeskriminalamt). Auch die Verwaltungskooperation mit der interkommunalen Kooperation sowie der Gemeinde- und Zweckverband sind Beispiele für Administration-to-Administration-Beziehungen.

## Wirtschaftliche Aspekte
Zahlreiche Transaktionen innerhalb der öffentlichen Hand sind streng genommen kein E-Commerce, weil sie keinen kommerziellen Charakter aufweisen, da sie keine Gegenleistung zur Folge haben. Die Kooperation zwischen Behörden nutzt Synergieeffekte, deren anfängliche Verwaltungskosten den Staatshaushalt belasten und der Nutzen in einer besseren Informations- und Datenlage besteht. 